# Primula chrysochlora
Primula chrysochlora är en viveväxtart som beskrevs av Isaac Bayley Balfour och Kingdon-Ward. Primula chrysochlora ingår i släktet vivor, och familjen viveväxter. Inga underarter finns listade i Catalogue of Life.